# Radlická (stanice metra)

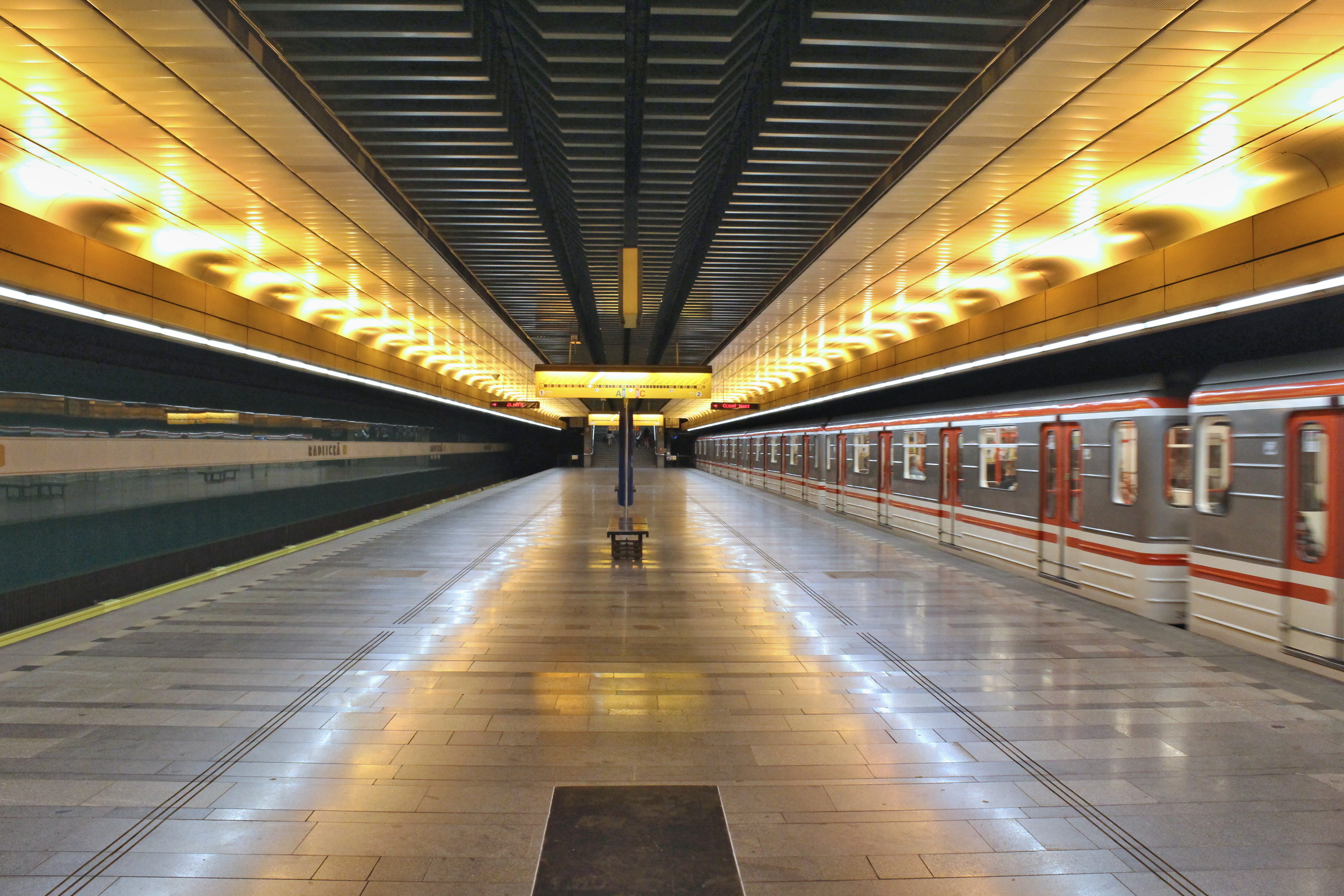
Nástupiště

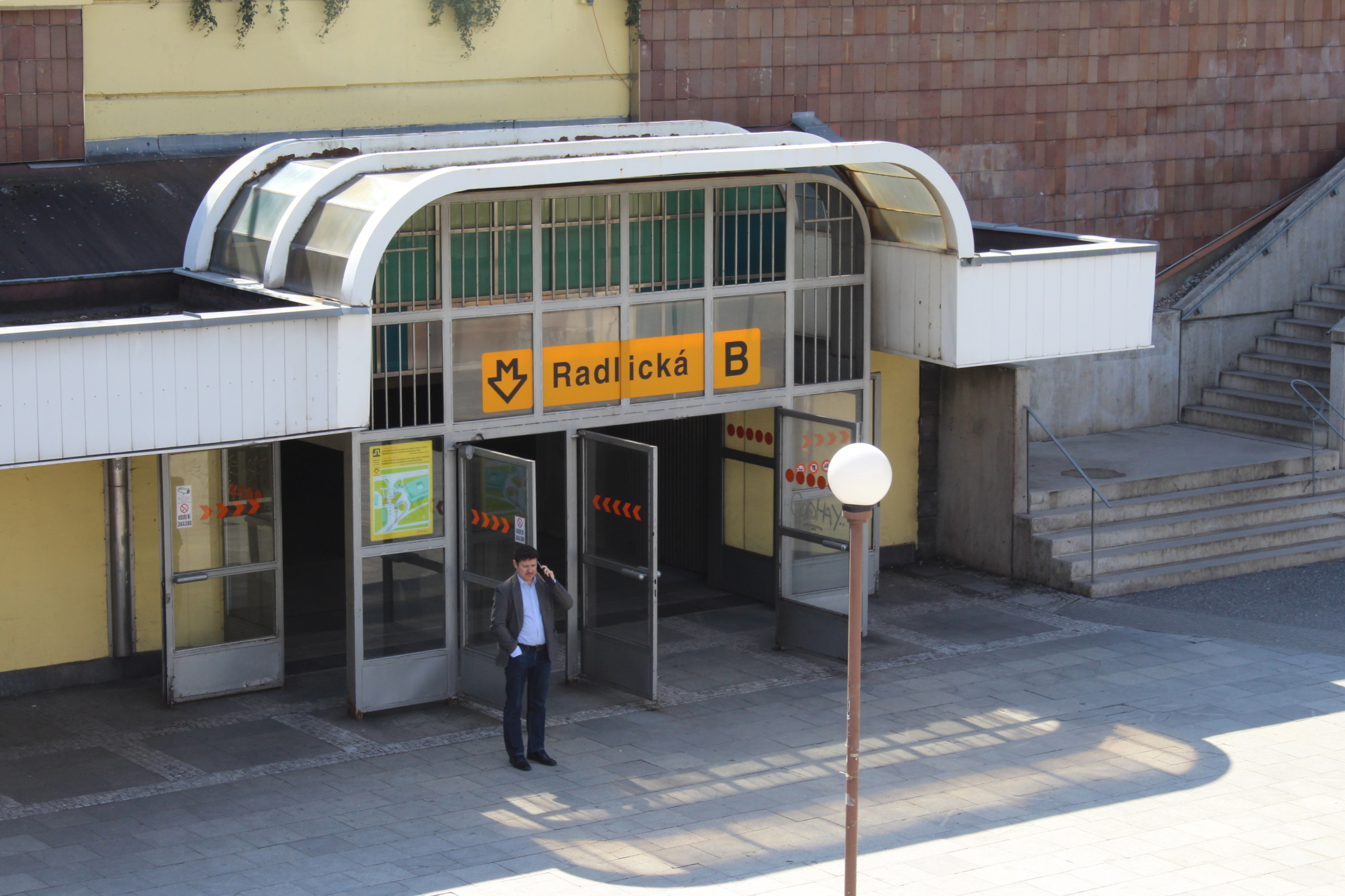
Prostranství před stanicí

Radlická (zkratka RD) je stanice metra v Praze, otevřená 26. října 1988 na lince B mezi stanicemi Jinonice a Smíchovské nádraží. Nachází se ve čtvrti Radlice, v údolí bývalého Radlického potoka.

## Charakteristika stanice

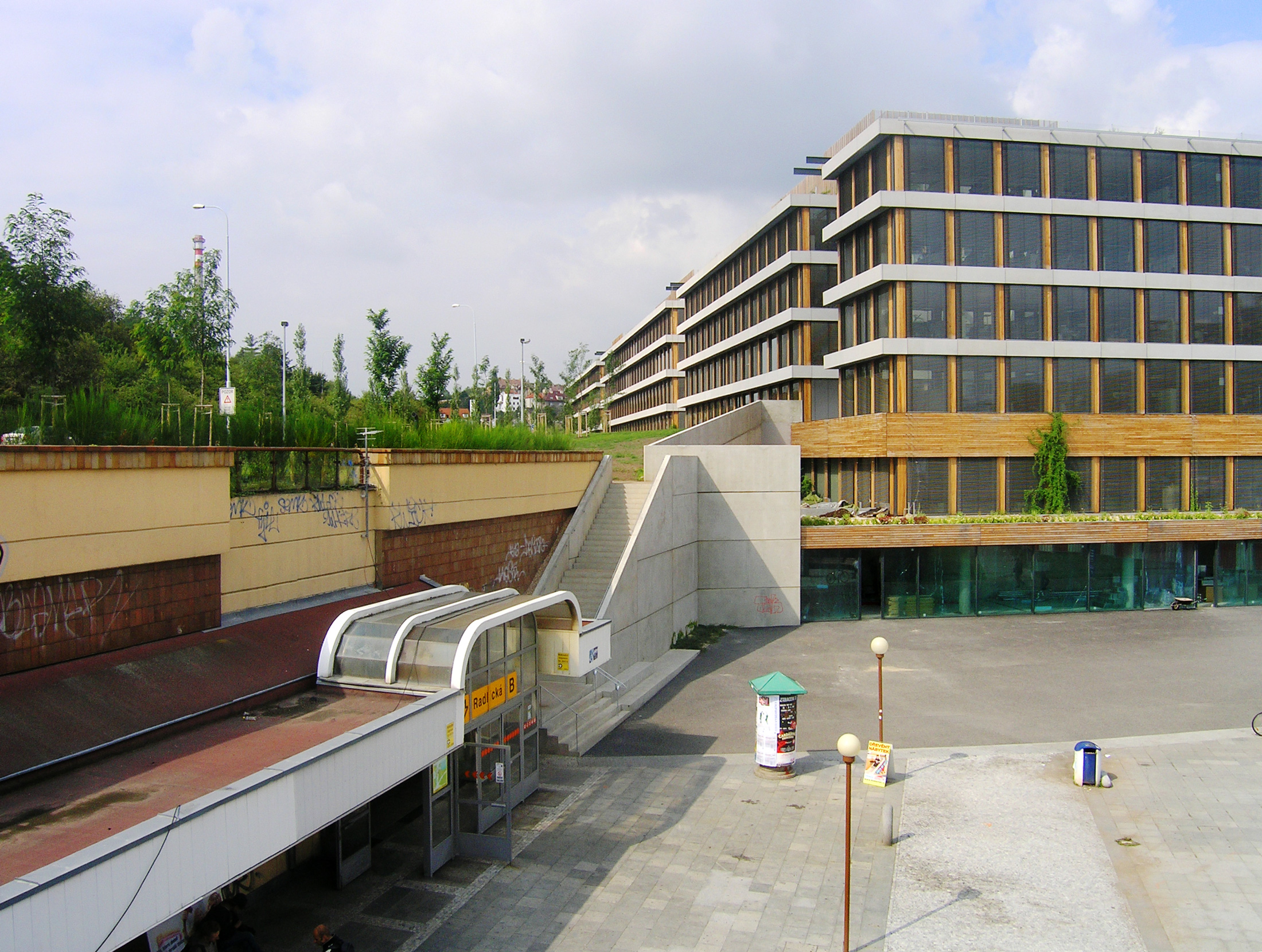
Stanice metra Radlická a přilehlá centrála ČSOB

Je to podzemní, hloubená stanice - založená v jámě, bezpilířová, mělce pod povrchem (10,16 metrů) a krytá kotvenými prefabrikovanými deskami. 
Je nejmíň vytížená z celé sítě pražského metra, v ranní špičce zde vystoupí a nastoupí jen 2 400 lidí. Je tomu tak převážně vzhledem k jejímu okolí; nenachází se zde žádné významnější sídelní ani průmyslové celky. Délka stanice činí 251 metrů, z čehož nástupiště zhruba 100 m a další technologická zázemí zbylých zhruba 150 m; stanice má celkem 170 provozních místností.
Vestibul Radlické je velmi malý; je vestavěn v úrovni polootevřeného atria a spojený s nástupištěm pevným schodištěm. Z atria pak vycházejí další krytá schodiště na úroveň Radlické ulice, kde je zastávka autobusů. Poblíž stanice se nachází tramvajové obratiště.
Obklad je ze zelených skleněných tabulí Connex a kovového pruhu s názvem stanice. Na stropě nástupiště byly umístěny speciální lamely, jejichž účelem je tlumit hluk, který způsobujou projíždějící vlaky.

## Historický vývoj
Stanice byla budována v letech 1984 až 1988; na podzim roku 1988 byla zprovozněna. Jako jediná na úseku III.B nebyla otevřena s ideologickým názvem, uvažovalo se však i o názvu Lidická, což mělo nahradit projektový název stanice Národní třída.
Vzhledem k jejímu umístění, stejně jako u celého úseku III. B., však stála mimo zájem většinové veřejnosti; povrchové zábory byly malé a nenarušily místa s hustým provozem. Při budování Radlické ale přesto došlo k zničení velké části starých Radlic; kromě metra zde vznikl i autobusový terminál a plavecký bazén. 
Mezi roky 2005 až 2006 byl v sousedství stanice dobudován i administrativní komplex patřící bance ČSOB. 
Od října 2008 je ke stanici metra vedena tramvajová trať Smíchov – Radlice obsluhovaná linkami č. 7 a 21.
V letech 2024-2026 stanice prochází rekonstrukcí, během níž byla dočasně uzavřena, byl instalován výtah, čímž se stala 48. bezbariérovou stanicí pražského metra; probíhá taky budování nového vstupu. 

## Okolní objekty
- Budova Ústředí ČSOB
- Kaple svatého Jana Nepomuckého (Radlice)